# Semikolénov
Semikolénov (en rus: Семиколенов) és un poble (un khútor) de l'óblast de Lípetsk, a Rússia, que el 2013 tenia 15 habitants. Pertany al districte rural de Griazi.